# Sissel Grottenberg
Sissel Grottenberg (* 17. August 1956 in Sarpsborg) ist eine ehemalige norwegische Langstreckenläuferin.
1978 gewann sie in Drammen ihren ersten Marathon. 1979 stellte sie mit 2:39:37 h einen norwegischen Rekord auf, was jedoch nicht bemerkt wurde, da noch nicht bekannt war, dass die Zeiten, die ihre Landsfrau Grete Waitz von 1978 bis 1980 beim New-York-City-Marathon erzielte, auf einem etwas zu kurzen Kurs gelaufen wurden. Im selben Jahr wurde Grottenberg Dritte des Tokyo International Women’s Marathon.
1984 wurde sie Dritte beim Boston-Marathon. Denselben Platz belegte sie mit ihrer Bestzeit von 2:32:57 h 1987 beim Berlin-Marathon. Jeweils Vierte wurde sie 1988 beim Great North Run und 1989 beim Berlin-Marathon. Beim Marathon der Weltmeisterschaften 1991 in Tokio belegte sie den 16. Platz.
1993 gewann sie den Frankfurt-Marathon und 1994 den Vienna City Marathon.
Insgesamt bestritt sie in ihrer Karriere von 1978 bis 1998 65 Marathonläufe. Von 1989 bis 1992 wurde sie viermal in Folge nationale Meisterin im Halbmarathon. Außerdem errang sie nationale Titel im Marathon (1981), im Crosslauf (1990) sowie über 1500 (1988), 3000 (1990, 1991) und 5000 Meter (1990).

## Persönliche Bestzeiten
- 1500 m: 4:12,30 min, 2. Juli 1988, Oslo
- 1 Meile: 4:41,49 min, 27. Juli 1985, Oslo
- 2000 m: 6:14,9 min, 17. Juli 1985, Moss
- 3000 m: 9:08,34 min, 8. August 1986, Sandnes
- 5000 m: 16:08,41 min, 5. August 1986, Stockholm
- 10.000 m: 32:54,84 min, 4. Juli 1987, Oslo
- Halbmarathon: 1:11:46 h, 24. Juli 1988, South Shields
- Marathon: 2:32:57 h, 4. Oktober 1987, Berlin